# La Ravoire
La Ravoire és un municipi francès situat al departament de la Savoia i a la regió d'Alvèrnia-Roine-Alps. L'any 2007 tenia 7.010 habitants.

## Demografia

### Població
El 2007 la població de fet de La Ravoire era de 7.010 persones. Hi havia 2.990 famílies de les quals 987 eren unipersonals (321 homes vivint sols i 666 dones vivint soles), 896 parelles sense fills, 843 parelles amb fills i 264 famílies monoparentals amb fills.
La població ha evolucionat segons el següent gràfic:
Habitants censats

### Habitatges
El 2007 hi havia 3.170 habitatges, 3.060 eren l'habitatge principal de la família, 22 eren segones residències i 88 estaven desocupats. 1.263 eren cases i 1.870 eren apartaments. Dels 3.060 habitatges principals, 1.875 estaven ocupats pels seus propietaris, 1.120 estaven llogats i ocupats pels llogaters i 65 estaven cedits a títol gratuït; 74 tenien una cambra, 381 en tenien dues, 668 en tenien tres, 976 en tenien quatre i 960 en tenien cinc o més. 2.409 habitatges disposaven pel capbaix d'una plaça de pàrquing. A 1.580 habitatges hi havia un automòbil i a 1.201 n'hi havia dos o més.

### Piràmide de població
La piràmide de població per edats i sexe el 2009 era:
| Homes | Edats   | Dones |
| ----- | ------- | ----- |
| 6     | 95 o +  | 2     |
| 9     | 90 a 94 | 1     |
| 25    | 85 a 89 | 42    |
| 49    | 80 a 84 | 45    |
| 67    | 75 a 79 | 89    |
| 125   | 70 a 74 | 160   |
| 134   | 65 a 69 | 158   |
| 167   | 60 a 64 | 182   |
| 161   | 55 a 59 | 209   |
| 230   | 50 a 54 | 223   |
| 239   | 45 a 49 | 287   |
| 197   | 40 a 44 | 213   |
| 248   | 35 a 39 | 288   |
| 228   | 30 a 34 | 277   |
| 260   | 25 a 29 | 232   |
| 223   | 20 a 24 | 228   |
| 213   | 15 a 19 | 236   |
| 229   | 10 a 14 | 197   |
| 194   | 5 a 9   | 226   |
| 220   | 0 a 4   | 149   |

## Economia
El 2007 la població en edat de treballar era de 4.590 persones, 3.406 eren actives i 1.184 eren inactives. De les 3.406 persones actives 3.115 estaven ocupades (1.557 homes i 1.558 dones) i 291 estaven aturades (139 homes i 152 dones). De les 1.184 persones inactives 417 estaven jubilades, 461 estaven estudiant i 306 estaven classificades com a «altres inactius».

### Ingressos
El 2009 a La Ravoire hi havia 3.202 unitats fiscals que integraven 7.524,5 persones, la mediana anual d'ingressos fiscals per persona era de 20.698 €.

### Activitats econòmiques
Dels 512 establiments que hi havia el 2007, 5 eren d'empreses extractives, 4 d'empreses alimentàries, 4 d'empreses de fabricació de material elèctric, 3 d'empreses de fabricació d'elements pel transport, 40 d'empreses de fabricació d'altres productes industrials, 103 d'empreses de construcció, 135 d'empreses de comerç i reparació d'automòbils, 24 d'empreses de transport, 22 d'empreses d'hostatgeria i restauració, 11 d'empreses d'informació i comunicació, 20 d'empreses financeres, 23 d'empreses immobiliàries, 57 d'empreses de serveis, 41 d'entitats de l'administració pública i 20 d'empreses classificades com a «altres activitats de serveis».
Dels 143 establiments de servei als particulars que hi havia el 2009, 1 era una oficina de correu, 3 oficines bancàries, 27 tallers de reparació d'automòbils i de material agrícola, 1 taller d'inspecció tècnica de vehicles, 1 establiment de lloguer de cotxes, 3 autoescoles, 14 paletes, 21 guixaires pintors, 13 fusteries, 10 lampisteries, 9 electricistes, 5 empreses de construcció, 9 perruqueries, 1 veterinari, 14 restaurants, 8 agències immobiliàries, 1 tintoreria i 2 salons de bellesa.
Dels 29 establiments comercials que hi havia el 2009, 2 eren supermercats, 1 una gran superfície de material de bricolatge, 2 fleques, 3 llibreries, 1 una botiga de roba, 2 botigues d'equipament de la llar, 1 una sabateria, 7 botigues de mobles, 2 botigues de material esportiu, 1 una botiga de material de revestiment de parets i terra, 3 drogueries i 4 floristeries.
L'any 2000 a La Ravoire hi havia 15 explotacions agrícoles que ocupaven un total de 108 hectàrees.

## Equipaments sanitaris i escolars
Els 4 equipaments sanitaris que hi havia el 2009 eren farmàcies.
El 2009 hi havia 2 escoles maternals i 4 escoles elementals. A La Ravoire hi havia 2 col·legis d'educació secundària, 1 liceu d'ensenyament general i 1 liceu tecnològic. Als col·legis d'educació secundària hi havia 772 alumnes, als liceus d'ensenyament general n'hi havia 1.470 i als liceus tecnològics 560.

## Poblacions més properes
El següent diagrama mostra les poblacions més properes.